# Елизабет Болден
Елизабет Болден (енгл. Elizabeth Bolden; Самервил, 15. август 1890 — Мемфис, 11. децембар 2006) била је америчка суперстогодишњакиња која је према гинисовој књизи рекорда носила титулу најстарије живе особе на свету у периоду од 27. августа до 11. децембра 2006. године.

## Биографија
Елизабет Болден рођена је у Самервилу, Тенеси, Сједињене Америчке Државе, 15. августа 1890. године. Имала је мождани удар у 114. години, након чега је изгубила способност да говори и била јој је потребна сонда за храњење.
У време њеног 116. рођендана у августу 2006. године, имала је 40 унучади, 75 праунучади, 150 чукунунучади, 220 чукун-пра-праунучади и 75 пра-пра-пра-праунучади.
27. августа 2006, након смрти 116-годишње Марије Каповиле из Еквадора, постала је најстарија жива особа на свету.
Елизабет Болден преминула је у Мемфису, Тенеси, Сједињене Америчке Државе, 11. децембра 2006. године, у доби од 116 година и 118 дана.